# Drulingen
Drulingen [dʁyliŋ(ɡ)ən] est une commune française située dans la circonscription administrative du Bas-Rhin et, depuis le 1er janvier 2021, dans le territoire de la Collectivité européenne d'Alsace, en région Grand Est.
Depuis 1793, cette commune se trouve dans la région historique et culturelle d'Alsace.

## Géographie
Drulingen est située dans la vallée de l'Isch en Alsace Bossue, à la limite est du plateau lorrain.
La superficie de la commune est de 449 hectares ; son altitude varie entre 273 et 327 mètres.
La commune est implantée à l'ouest du Bas-Rhin, à 65 km (par la route) de Strasbourg, dans le canton d'Ingwiller. Il est situé à 27 km à l'ouest d'Ingwiller et à 25 km au nord-ouest de Saverne, son chef-lieu d'arrondissement.
Linguistiquement, Drulingen se situe dans la zone du francique rhénan.
La commune est classée en zone de sismicité 2, correspondant à une sismicité faible.

### Voies de communication et transports

#### Voies de communication
La commune est traversée par la route D 15 qui se raccorde à la RN 61, contournant l'agglomération à un peu plus de 1 km à l'ouest ; celle-ci assure un accès à l'échangeur no 43 de l'A4 à 10 km.

#### Transports
La commune est desservie par le ligne de car Fluo Grand Est 67  no 410 entre Sarre-Union à Saverne.

#### Voies ferrées

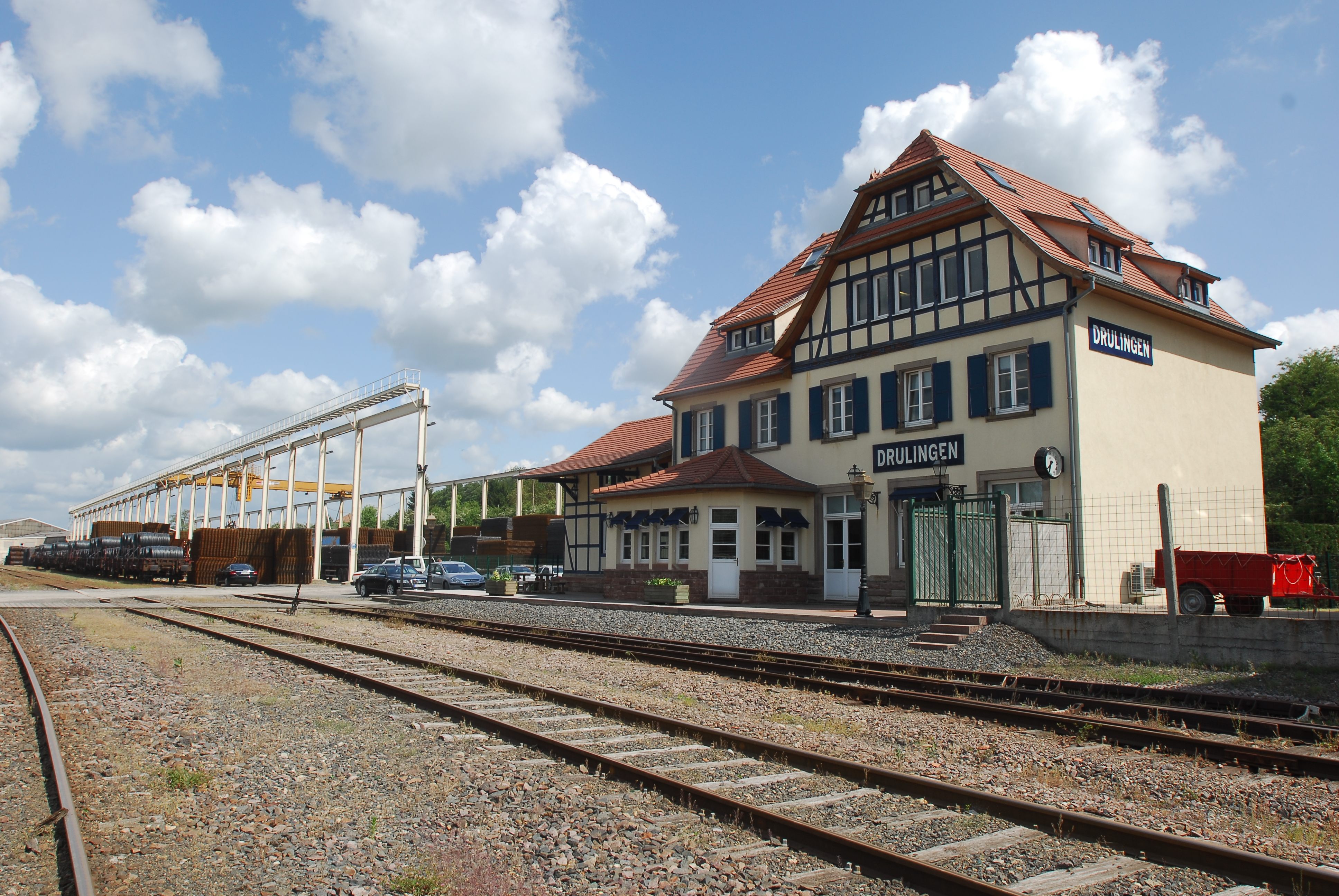
Le bâtiment voyageurs de la gare de Drulingen accueille le siège de l'entreprise Sotralentz.

La gare de Drulingen constitue l'aboutissement de la ligne de Réding à Diemeringen, celle-ci étant déclassée entre Drulingen et Diemeringen. Elle est aujourd'hui fermée au service voyageurs mais toujours ouverte au service des marchandises.
L'ancienne ligne de Lutzelbourg à Drulingen, dite l'« Eselbahn », assurait une desserte voyageurs et marchandises de la commune entre 1903 et 1951.
Les gares ferroviaires ouvertes au service voyageurs les plus proches se trouvent à Diemeringen (11 km) et Tieffenbach (11 km).

### Hydrographie
La commune est dans le bassin versant du Rhin au sein du bassin Rhin-Meuse. Elle est drainée par l'Isch,.
L'Isch, d'une longueur totale de 27 km, prend sa source dans la commune de Lohr et se jette  dans la Sarre à Wolfskirchen, après avoir traversé onze communes. 

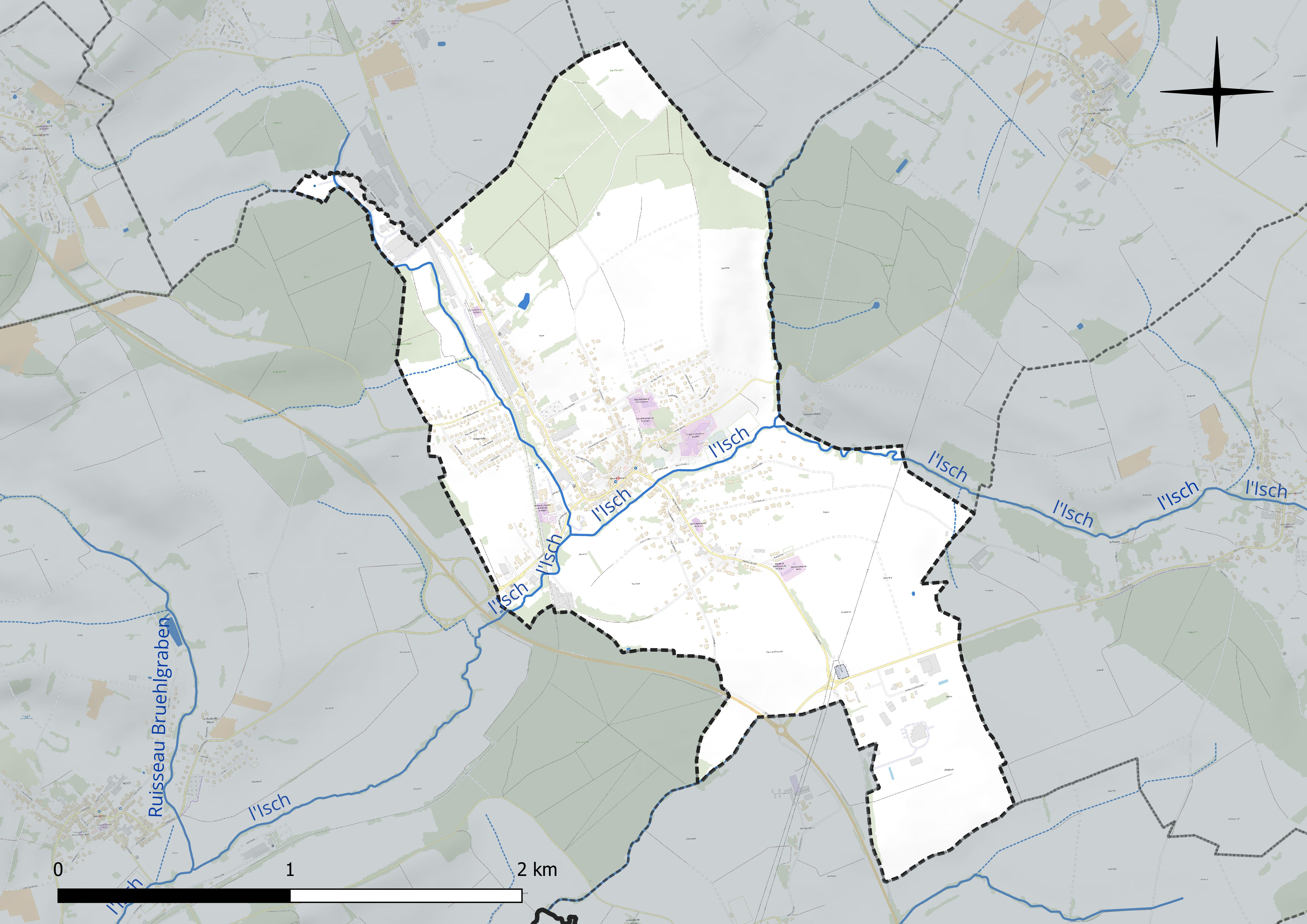
Réseau hydrographique de Drulingen.

### Climat
Pour des articles plus généraux, voir Climat du Grand Est et Climat du Bas-Rhin.
En 2010, le climat de la commune est de type climat des marges montargnardes, selon une étude du Centre national de la recherche scientifique s'appuyant sur une série de données couvrant la période 1971-2000. En 2020, Météo-France publie une typologie des climats de la France métropolitaine dans laquelle la commune est exposée à un climat semi-continental et est dans la région climatique  Vosges, caractérisée par une pluviométrie très élevée (1 500 à 2 000 mm/an) en toutes saisons et un hiver rude (moins de 1 °C). 
Pour la période 1971-2000, la température annuelle moyenne est de 9,8 °C, avec une amplitude thermique annuelle de 17,2 °C. Le cumul annuel moyen de précipitations est de 994 mm, avec 12,2 jours de précipitations en janvier et 10,1 jours en juillet. Pour la période 1991-2020, la température moyenne annuelle observée sur la station météorologique de Météo-France la plus proche, « Berg », sur la commune de Berg à 4 km à vol d'oiseau, est de 10,4 °C et le cumul annuel moyen de précipitations est de 801,8 mm. 
La température maximale relevée sur cette station est de 37,4 °C, atteinte le 25 juillet 2019 ; la température minimale est de −16,8 °C, atteinte le 7 février 2012,,. 
Les paramètres climatiques de la commune ont été estimés pour le milieu du siècle (2041-2070) selon différents scénarios d'émission de gaz à effet de serre à partir des nouvelles projections climatiques de référence DRIAS-2020. Ils sont consultables sur un site dédié publié par Météo-France en novembre 2022.

## Urbanisme

### Typologie
Au 1er janvier 2024, Drulingen est catégorisée bourg rural, selon la nouvelle grille communale de densité à sept niveaux définie par l'Insee en 2022.
Elle est située hors unité urbaine et hors attraction des villes,.

### Occupation des sols
L'occupation des sols de la commune, telle qu'elle ressort de la base de données européenne d’occupation biophysique des sols Corine Land Cover (CLC), est marquée par l'importance des territoires agricoles (63,2 % en 2018), en diminution par rapport à 1990 (66,5 %). La répartition détaillée en 2018 est la suivante : 
terres arables (38,6 %), prairies (24,7 %), zones urbanisées (19,6 %), forêts (13,4 %), zones industrielles ou commerciales et réseaux de communication (3,8 %). L'évolution de l’occupation des sols de la commune et de ses infrastructures peut être observée sur les différentes représentations cartographiques du territoire : la carte de Cassini (XVIIIe siècle), la carte d'état-major (1820-1866) et les cartes ou photos aériennes de l'IGN pour la période actuelle (1950 à aujourd'hui).

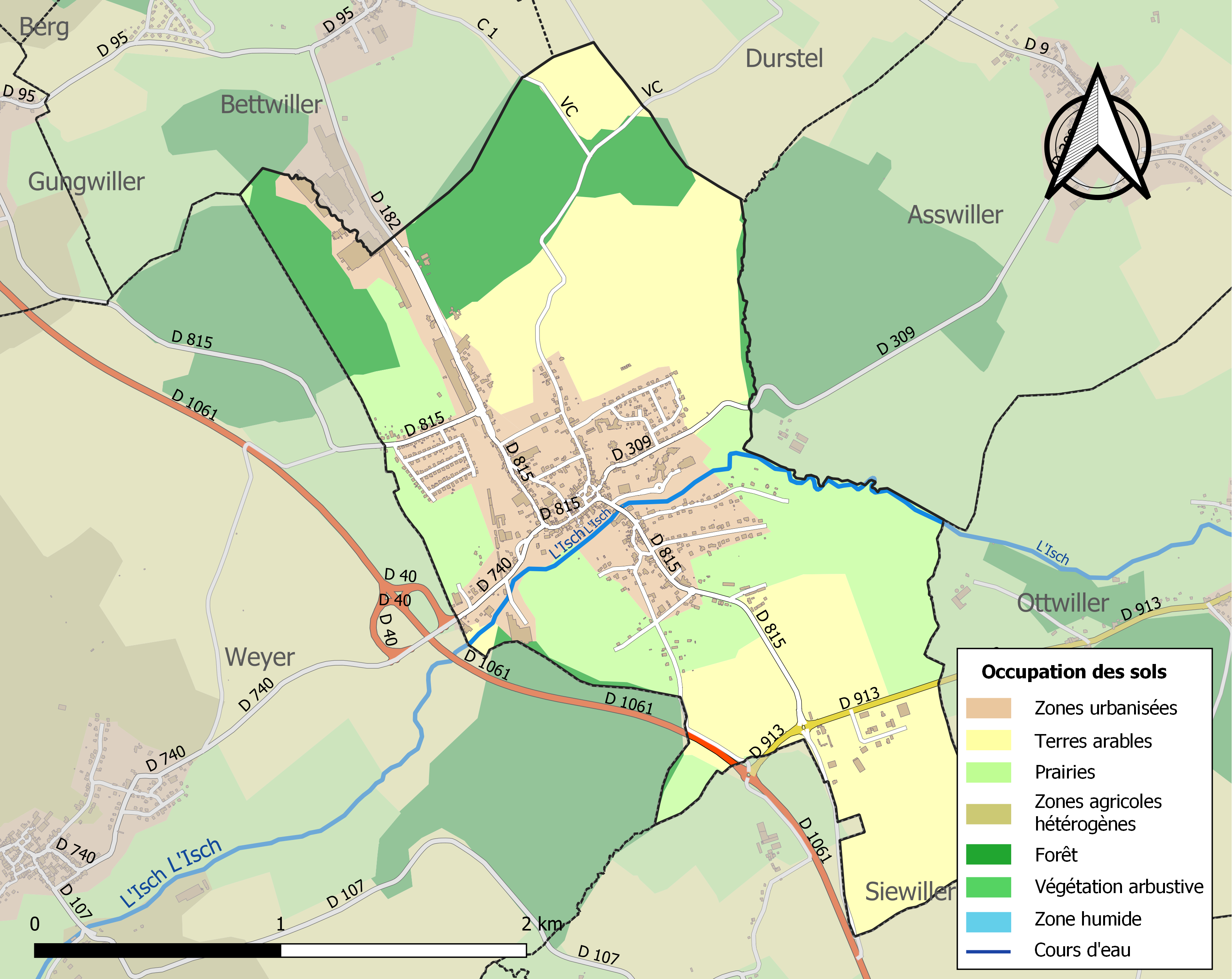
Carte des infrastructures et de l'occupation des sols de la commune en 2018 (CLC).

### Logement
En 2009, le nombre total de logements dans la commune était de 591, alors qu'il était de 548 en 1999.
Parmi ces logements, 91,9 % étaient des résidences principales, 1,4 % des résidences secondaires et 6,8 % des logements vacants. Ces logements étaient pour 66,8 % d'entre eux des maisons individuelles et pour 32,9 % des appartements.
La proportion des résidences principales, propriétés de leurs occupants était de 67,7 %, en hausse sensible par rapport à 1999 (55,6 %). La part de logements HLM loués vides était de 4 % contre 5,3 %, leur nombre étant constant 22 contre 27.

### Projets d'aménagement
- Réalisation d'un lotissement communal.

## Toponymie
Drulingen tire son nom d'un nom de personne germanique : Trutlind, suivi du suffixe -ingen. Ses habitants sont appelés les Drulingeois(es) et sont surnommés d'kehlhase (les lapins dans les choux).
En francique rhénan : Drülínge.
Les toponymies anciennes sont : Dructegisomarca en 713 ; Truhelinge en 1195 ; Druldingen en 1322 et 1361 ; Truhdeldingen, Truldingen, Trullingen en 1692 ; Drulingen en 1793 et Drulinghem en 1801.

## Histoire
L’origine de la première agglomération de maisons connue dans la banlieue de Drulingen remonte à l’époque gallo-romaine.
En creusant le sol dans le canton dit "Im Thal", on a découvert par hasard deux urnes funéraires et une monnaie ayant servi d’obole, à l’effigie de l’empereur Gordianus. Toute cette culture a été engloutie par l’invasion des peuples germaniques en l’année 406 et suivantes sans même laisser de nom.
On ne connaît aucun autre document mentionnant la commune qui soit antérieur au XIVe siècle. Le premier, daté de 1322, porte le nom de Druldingen et se trouve aux archives de l’église protestante de Sarre-Union ; le second est l’inventaire des revenus du comté de Sarrewerden de 1347-1350, conservé aux archives départementales ; le troisième est un compte rendu d’un légat du pape concernant une collecte faite dans le diocèse de Metz ; il se trouve au Vatican et est daté du 20 novembre 1361.
Pendant le Moyen Âge et jusqu’à la Révolution de 1789, Drulingen a toujours partagé le sort du comté de Sarrewerden et a été annexée avec lui à la République française par un simple décret de la Convention du 14 février 1793. Devenant par ce fait alsacienne.

### Époque contemporaine
À l'issue de la guerre de 1870, l'Alsace intègre l'Empire allemand.
Le 21 novembre 1918, à l'issue de la Première Guerre mondiale, Drulingen accueille le quartier-général du 2e corps d'armée français, commandé par le général Philipot. Avec le traité de paix de 1919, l'Alsace est restituée à la France.

### Rattachements territoriaux
- avant 751 : Austrasie
- 751-843 : Empire carolingien
- 843-855 : Francie médiane
- 855-962 : Lotharingie
- 962-1793 :  Saint-Empire
- 1793-1804 :  République française
- 1804-1815 :  Empire français
- 1815-1830 :  Royaume de France
- 1830-1848 :  Royaume de France
- 1848-1852 :  République française
- 1852-1870 :  Empire français
- 1871-1918 :  Empire allemand
- 1918-1919 :  République de Weimar (de jure),  France (de facto)
- 1919-1940 :  France
- 1940-1944 :  État français (de jure),  Reich allemand (de facto)
- depuis 1944 :  République française

## Politique et administration
La commune est l'ancien chef-lieu du canton et adhère à la communauté de communes de l'Alsace Bossue.
| Période                                  | Période                   | Identité                                           | Étiquette | Qualité |
| ---------------------------------------- | ------------------------- | -------------------------------------------------- | --------- | ------- |
| Les données manquantes sont à compléter. |                           |                                                    |           |         |
| ...                                      |                           | ...                                                |           |         |
| août 1945                                | 1947                      | Léon Ehret                                         |           |         |
| octobre 1947                             | 1965                      | Louis Wolff                                        |           |         |
| mars 1965                                | 1977                      | Charles Fauster                                    |           |         |
| mars 1977                                | 1992                      | Jean Lentz                                         |           |         |
| 1992                                     | 2001                      | Henri Bieber                                       |           |         |
| mars 2001                                | En cours (au 31 mai 2020) | Jean-Louis Scheuer, Réélu pour le mandat 2020-2026 |           |         |

### Instances judiciaires et administratives
Drulingen relève du tribunal d'instance de Saverne, du tribunal de grande instance de Saverne, de la cour d'appel de Colmar, du tribunal pour enfants de Saverne, du conseil de prud'hommes de Saverne, de la chambre commerciale du tribunal de grande instance de Saverne, du tribunal administratif de Strasbourg et de la cour administrative d'appel de Nancy.
La commune accueille la brigade de proximité de la circonscription de gendarmerie.
Depuis 2009, une maison des services, implantée dans l'ancienne Centrale beurrière et fromagère (1947-1985), assure une permanence des services publics départementaux.

## Population et société

### Démographie
L'évolution du nombre d'habitants est connue à travers les recensements de la population effectués dans la commune depuis 1793. Pour les communes de moins de 10 000 habitants, une enquête de recensement portant sur toute la population est réalisée tous les cinq ans, les populations de référence des années intermédiaires étant quant à elles estimées par interpolation ou extrapolation. Pour la commune, le premier recensement exhaustif entrant dans le cadre du nouveau dispositif a été réalisé en 2008.

En 2022, la commune comptait 1 406 habitants, en évolution de −4,74 % par rapport à 2016 (Bas-Rhin : +3,17 %, France hors Mayotte : +2,11 %).
| 1793 | 1800 | 1806 | 1821 | 1831 | 1836 | 1841 | 1846 | 1851 |
| ---- | ---- | ---- | ---- | ---- | ---- | ---- | ---- | ---- |
| 259  | 272  | 302  | 366  | 467  | 513  | 514  | 546  | 546  |

| 1856 | 1861 | 1866 | 1871 | 1875 | 1880 | 1885 | 1890 | 1895 |
| ---- | ---- | ---- | ---- | ---- | ---- | ---- | ---- | ---- |
| 548  | 573  | 562  | 510  | 480  | 505  | 506  | 515  | 539  |

| 1900 | 1905 | 1910 | 1921 | 1926 | 1931 | 1936 | 1946 | 1954 |
| ---- | ---- | ---- | ---- | ---- | ---- | ---- | ---- | ---- |
| 544  | 580  | 649  | 679  | 708  | 681  | 638  | 664  | 693  |

| 1962 | 1968 | 1975  | 1982  | 1990  | 1999  | 2006  | 2008  | 2013  |
| ---- | ---- | ----- | ----- | ----- | ----- | ----- | ----- | ----- |
| 875  | 980  | 1 217 | 1 480 | 1 466 | 1 468 | 1 453 | 1 448 | 1 483 |

| 2018  | 2022  | - | - | - | - | - | - | - |
| ----- | ----- | - | - | - | - | - | - | - |
| 1 444 | 1 406 | - | - | - | - | - | - | - |

### Enseignement
La commune est rattachée à l'académie de Strasbourg. Cette académie fait partie de la zone B pour son calendrier de vacances scolaires.
Un accueil périscolaire est assuré par la Maison de l'enfance. L'enseignement public du premier degré est assuré dans la commune. L'enseignement secondaire est assuré par le collège "Des-Racines-et-des-Ailes" à Drulingen puis par le lycée polyvalent Georges-Imbert de Sarre-Union.

### Manifestations culturelles et festivités
- Fête de la Saint-Jean d'été ;
- AIGLE ;
- Amicale des sapeurs pompiers.

### Santé
Drulingen accueille un centre d'incendie et secours.
Le centre communal d'action sociale administre la maison de retraite (EHPAD) du Buchaeckerweg.
L'hôpital le plus proche est le centre hospitalier Sainte-Catherine à Saverne.

### Sports
- Le club de football « Sporting Club de Drulingen » depuis 1950[37] ;
- Le club « Tennis de Table de Drulingen » depuis 1994.

### Médias
Le quotidien régional les Dernières Nouvelles d'Alsace, dans son édition de Sarre-Union, consacre quelques pages à l’actualité du canton de Drulingen. La commune édite un journal bi-annuel : la gazette de Drulingen : s' Drulinger Blättel.
Dans le domaine des médias audiovisuels, deux chaînes de télévision relaient les informations locales : France 3 Alsace et Alsace 20.

### Cultes
Dans le département du Bas-Rhin, les dispositions juridiques de la loi du concordat de 1801 demeurent en application.
Culte catholique
La paroisse catholique de Drulingen fait partie de la communauté de paroisses de Diemeringen dans le doyenné de Sarre-Union - Drulingen (archidiocèse de Strasbourg).
Culte protestant
Avec Ottwiller, Drulingen forme une paroisse protestante luthérienne de l'EPCAAL, elle-même membre de l'UEPAL et, est le siège du consistoire dans l'inspection d'Alsace bossue - Moselle).

## Économie

### Revenus de la population et fiscalité
En 2011, le revenu fiscal médian par ménage était de 28 441 €, ce qui plaçait Drulingen au 18 755e rang parmi les 31 886 communes de plus de 49 ménages en métropole.
En 2011, 54,2 % des foyers fiscaux n'étaient pas imposables.

### Emploi
En 2009, la population âgée de 15 à 64 ans s'élevait à 881 personnes, parmi lesquelles on comptait 72,4 % d'actifs dont 66,1 % ayant un emploi et 6,3 % de chômeurs.
On comptait 1 700 emplois dans la zone d'emploi, contre 1 704 en 1999. Le nombre d'actifs ayant un emploi résidant dans la zone d'emploi étant de 584, l'indicateur de concentration d'emploi est de 54,5 %, ce qui signifie que la zone d'emploi offre un peu plus d'un emploi pour deux habitants actifs.

### Entreprises et commerces
Au 31 décembre 2010, Drulingen comptait 150 établissements : 3 dans l’agriculture-sylviculture-pêche, 14 dans l'industrie, 8 dans la construction, 86 dans le commerce-transports-services divers et 39 étaient relatifs au secteur administratif.
En 2011, 8 entreprises ont été créées à Drulingen, dont 6 par des autoentrepreneurs.
La ville compte plus de quatre restaurants, un hôtel, une halle au marché, plus de treize entreprises (dont le siège du groupe Sotralentz et la société Bieber chaudronnerie) et plus de cinquante commerces et autres.

## Culture locale et patrimoine

### Lieux et monuments

#### Église catholique
L'église paroissiale est édifiée en 1865, puis agrandie en 1961 selon les plans de l'architecte Eisner. Elle est consacrée à saint Michel. La nef de l'ancienne église est prolongée par une partie élargie du transept. Une tour-clocher isolée, constituée de quatre piliers en béton, est sommée d'une fine flèche de métal. Les vitraux sont réalisés par le maître-verrier Antoine Heitzmann.

#### Église protestante
L'église paroissiale est édifiée en 1790 par Balthazar-Wilhem Stengel dans un style néoclassique, elle se compose d'une nef unique à cinq travées. Le clocher est reconstruit en 1864, deux cloches de 1740 et 1852 font l’objet d’un classement au titre des monuments historiques depuis le 3 mars 1995. L'orgue par Link est ajouté en 1909. Les vitraux par l'atelier des frères Ott sont de la première moitié du XXe siècle et forment un ensemble harmonieux de motifs floraux et de variations d'entrelacs.

#### Gare
La gare est construite en 1909 par les chemins de fer d'Alsace-Lorraine. La gare d'origine de l'Eselbahn, Drulingen-Est, est prolongée par la gare de Drulingen-Ouest située sur la ligne Drulingen-Diemeringen ouverte en 1914.

#### Maison de maître
Une maison d'habitation avec dépendance et pigeonnier de 1816 fait l’objet d’un classement au titre des monuments historiques depuis le 16 juillet 1987.

#### Maison Nees
Cette ferme, pouvant dater du XVIIIe siècle, est remaniée en 1750 puis au XIXe siècle. C’est une maison d’angle à étage carré en pans de bois et à encorbellement sur deux niveaux en pierre. Sa structure est un rare exemple de maison à colombages en Alsace Bossue. Depuis 2012, elle accueille l'atelier d'artiste de l'illustrateur Guy Untereiner.

#### Tribunal
L'Amtsgericht est construit en 1880, et agrandi en 1881 par l'ajout d'une gendarmerie et d'une prison. L'édifice est construit en grès, moellon et pierre de taille. Originellement, il comptait sept travées auxquelles on en ajouta trois autres sur la gauche, comme le signale la date (1902) gravée sur le fronton. Devenu tribunal cantonal entre 1919 et 1958, l'immeuble désaffecté est acheté par la commune en 1960 pour y installer le collège d'enseignement secondaire, avant de devenir la mairie de 1966 à 2019.

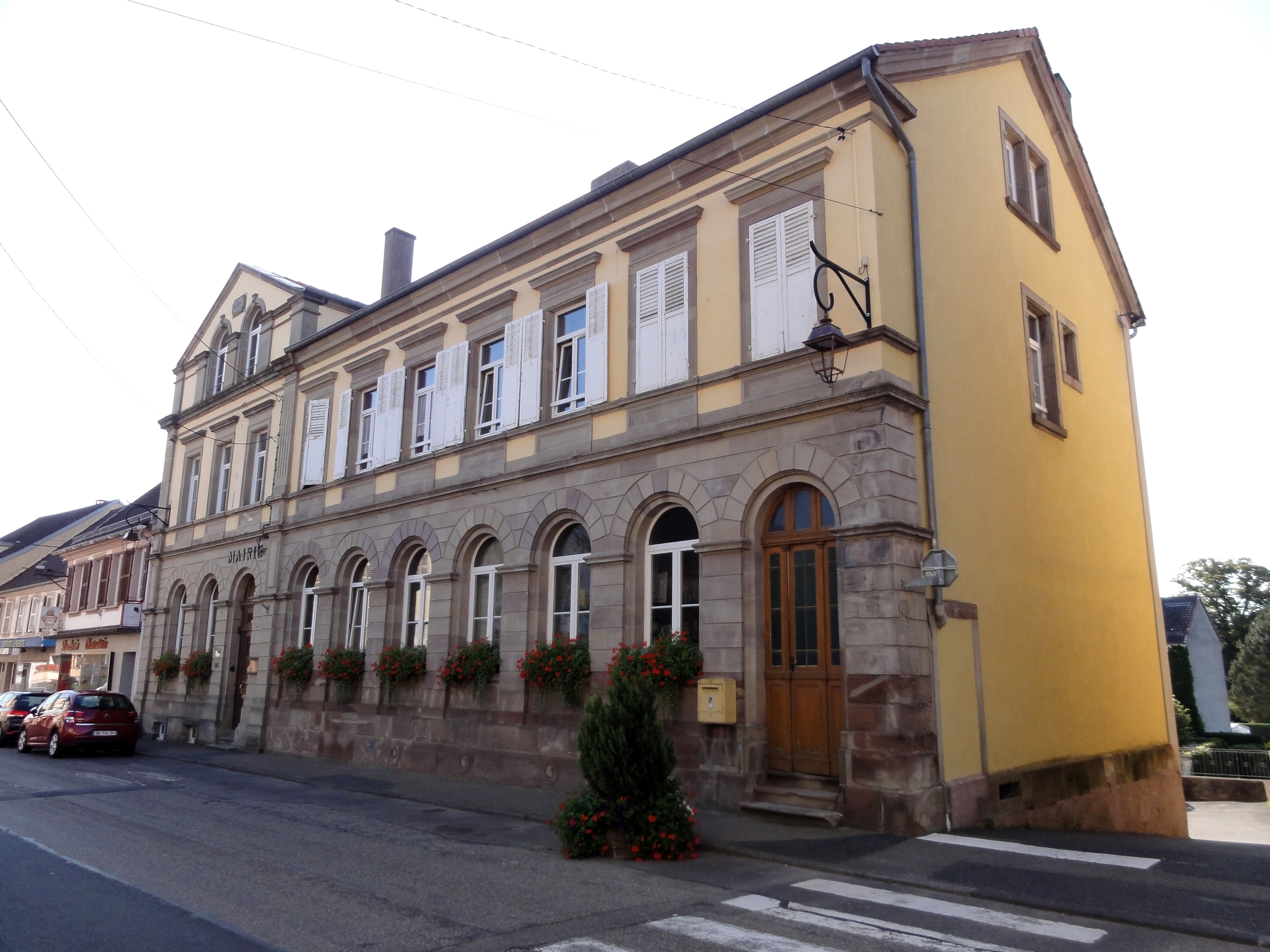
Mairie-école (1880-1902), 10 rue du Général-Leclerc.
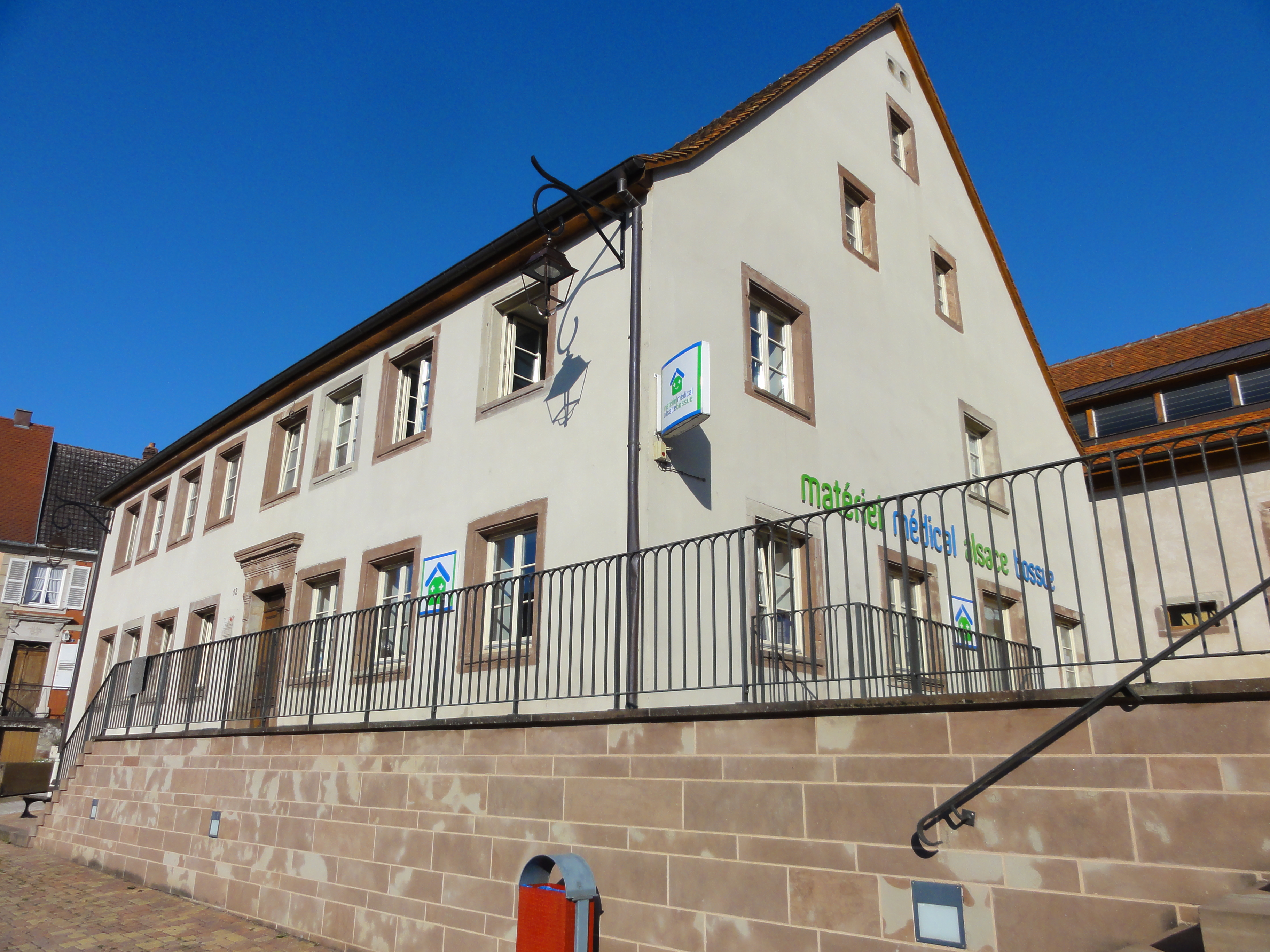
Ancien relais de poste (XVIIIe), 12 rue du Général-Leclerc.
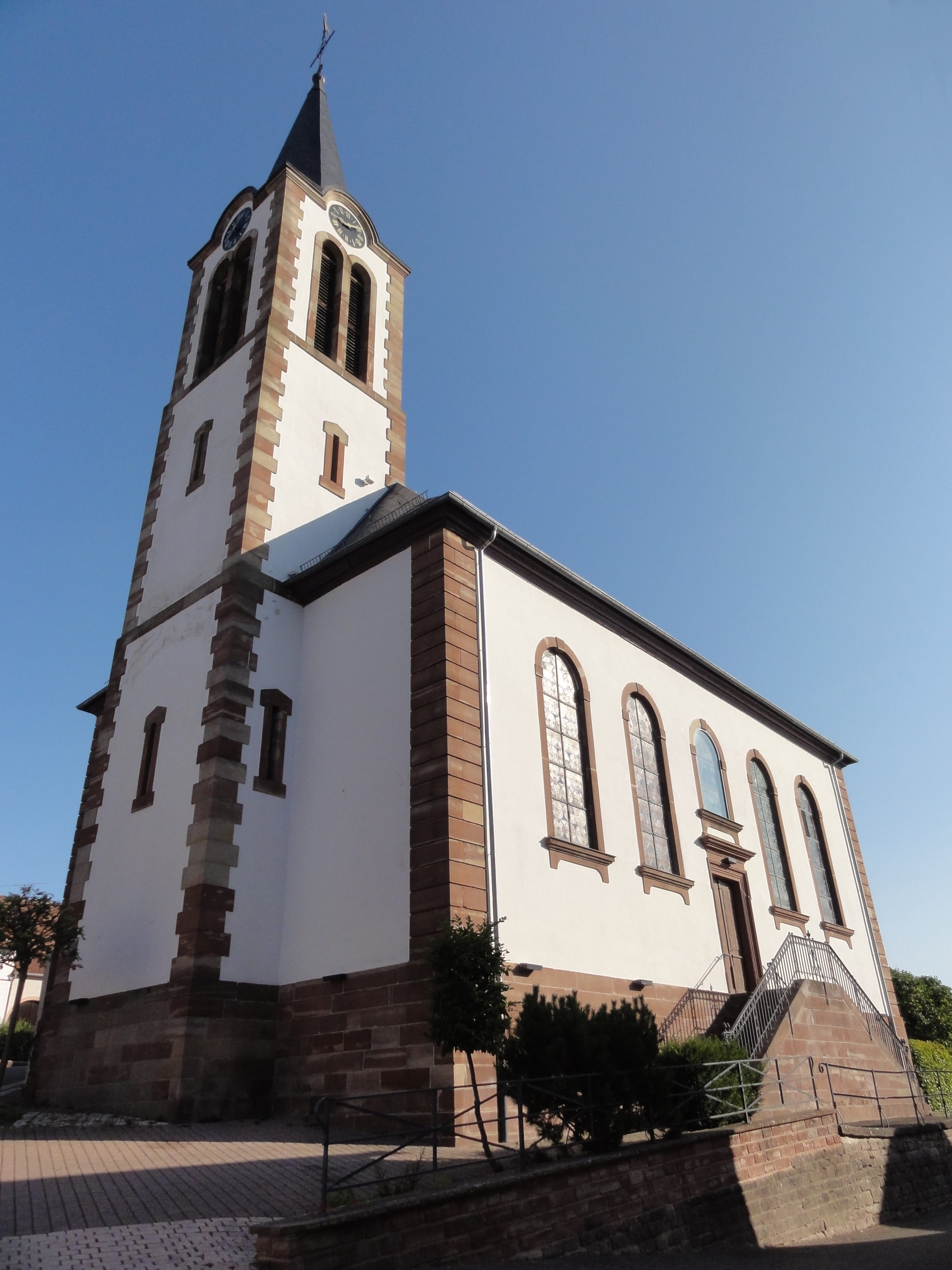
Église protestante (XVIIIe-XIXe), rue de Durstel.
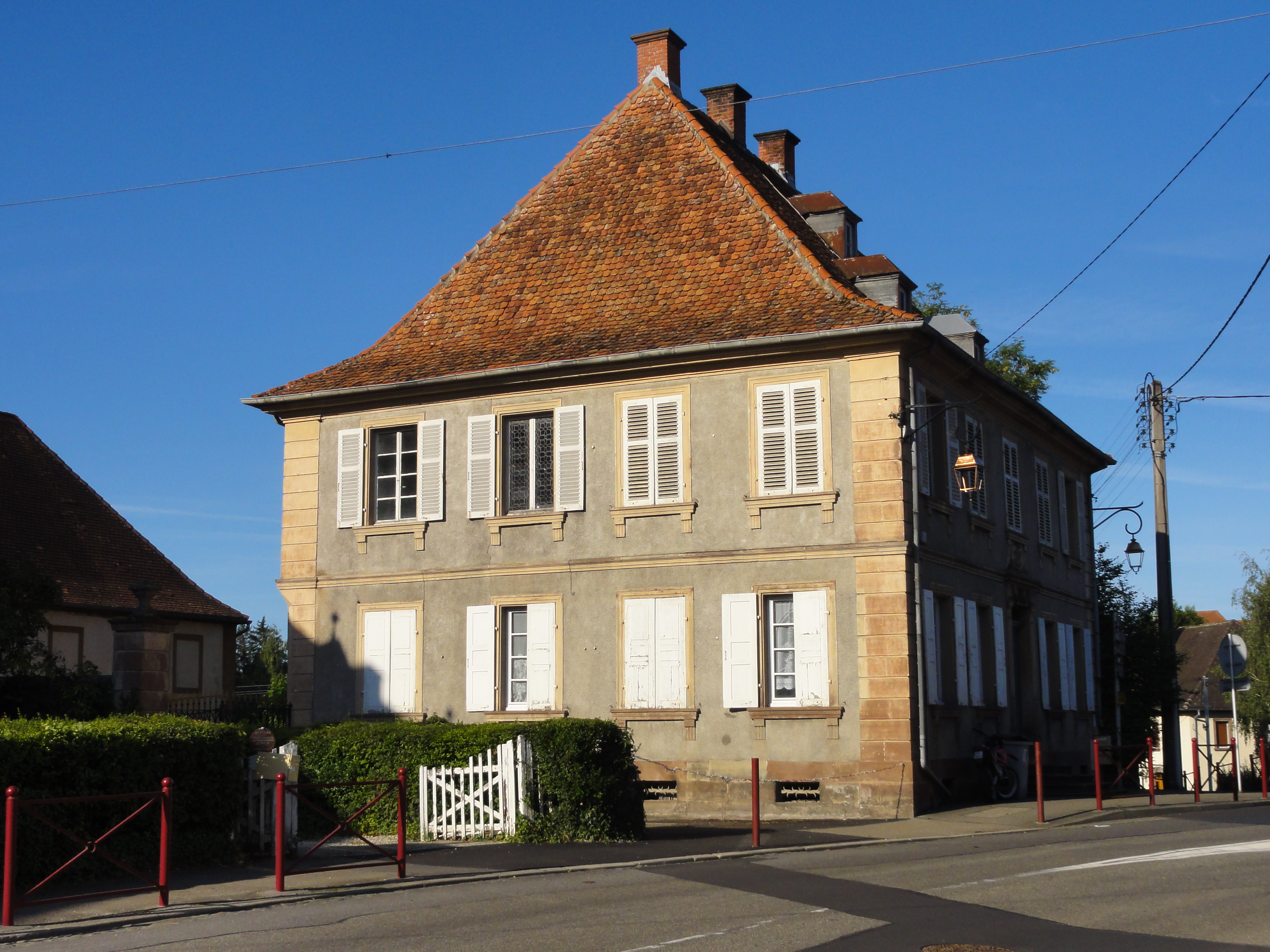
Maison de maître (1816), 30 rue du Général-Leclerc.
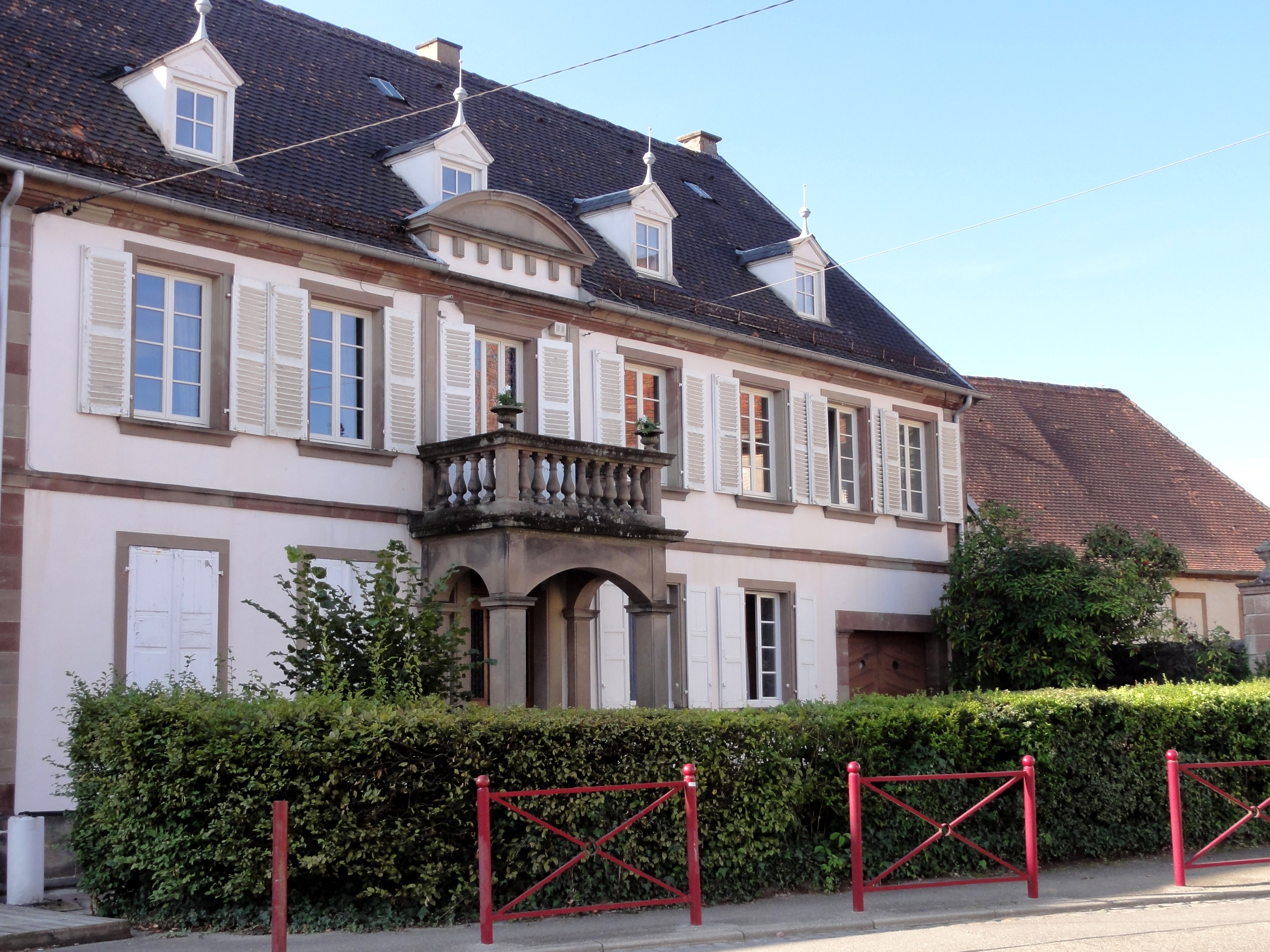
Maison (XIXe), 37 rue du Général-Leclerc.
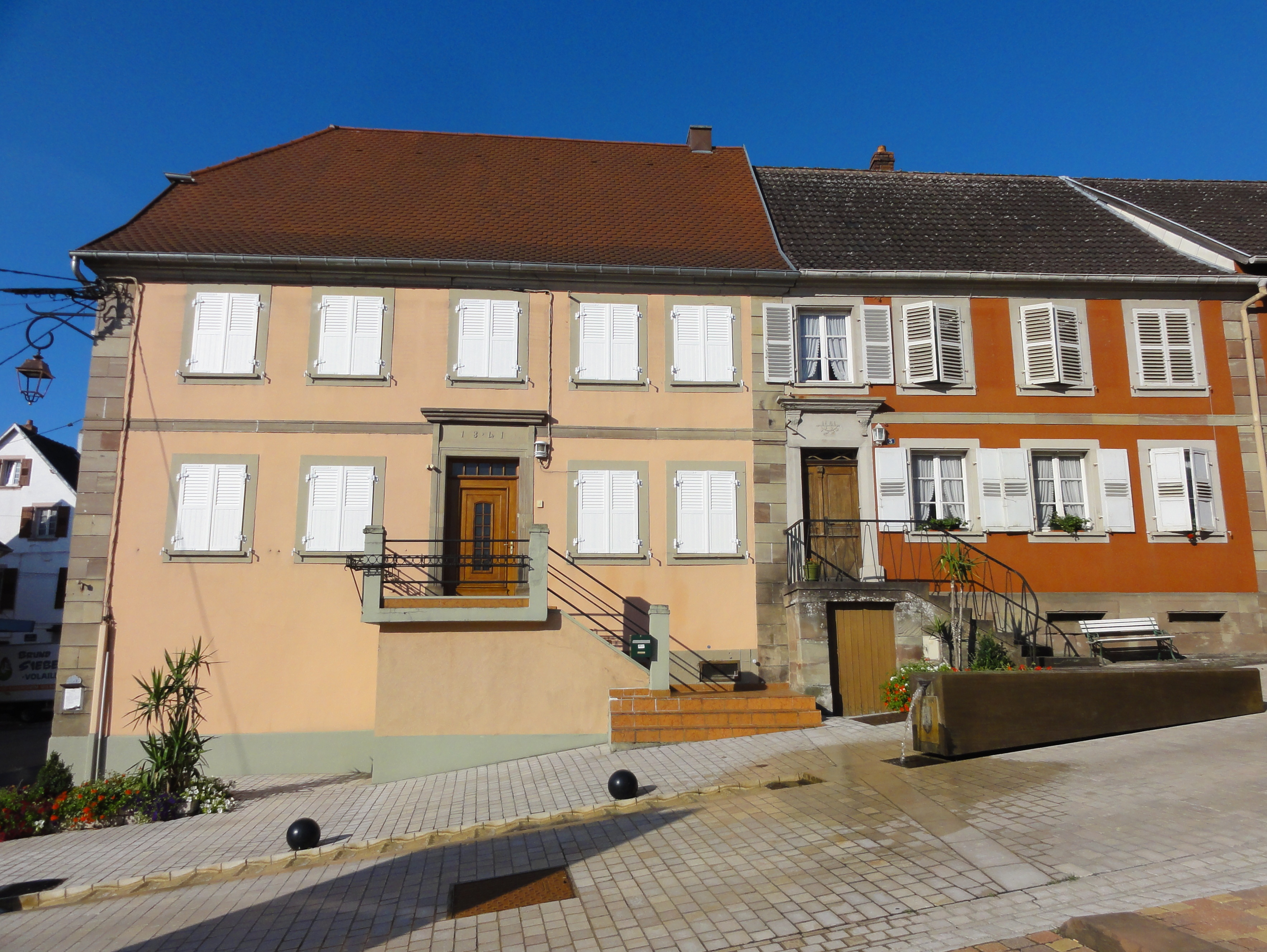
Maison (1861), 1 rue de la Vieille-Poste.

### Équipements culturels
- Bibliothèque depuis 1998.

### Patrimoine culturel
- École de musique ;
- Philharmonie de Drulingen depuis 1933.

### Personnalités liées à la commune
- Delphine Guehl (1978-), joueuse de handball et professeur d'éducation physique et sportive au collège de Drulingen.

### Héraldique
| Blason de Drulingen | Blason  | De sable à l'aigle bicéphale d'argent, becquée et membrée d'or, armée aussi d'argent et lampassée de gueules, chargée en cœur d'un écusson du même à la lettre D capitale aussi d'or. |
| Blason de Drulingen | Détails | |